# Chu kỳ tín dụng
Chu kỳ tín dụng (tiếng Anh: Credit cycle) là quá trình mở rộng và thu hẹp khả năng tiếp cận tín dụng theo thời gian. Một số nhà kinh tế học, bao gồm Barry Eichengreen, Hyman Minsky, và các học giả thuộc trường phái kinh tế học hậu Keynes, cùng với các thành viên trường phái Áo, coi chu kỳ tín dụng là quá trình căn bản thúc đẩy chu kỳ kinh tế. Tuy nhiên, các nhà kinh tế học chính thống cho rằng chu kỳ tín dụng không thể giải thích đầy đủ hiện tượng chu kỳ kinh tế, với các yếu tố quan trọng khác như sự thay đổi dài hạn trong tỷ lệ tiết kiệm quốc gia, chính sách tài khóa và tiền tệ, cùng với các hệ số nhân liên quan.
Nhà đầu tư Ray Dalio đã xếp chu kỳ tín dụng, cùng với chu kỳ nợ, chu kỳ chênh lệch tài sản và chu kỳ địa chính trị toàn cầu, là những yếu tố chính thúc đẩy sự chuyển dịch tài sản và quyền lực trên toàn thế giới.
Trong giai đoạn mở rộng tín dụng, giá trị tài sản bị đẩy lên bởi những người có quyền truy cập vào vốn vay. Cơn "bong bóng" giá tài sản không bền vững có thể phát sinh từ sự gia tăng này. Việc in tiền mới cũng làm tăng cung tiền cho hàng hóa và dịch vụ thực, qua đó kích thích hoạt động kinh tế và thúc đẩy tăng trưởng thu nhập quốc dân và việc làm.
Khi nguồn vốn của người mua cạn kiệt, giá tài sản giảm có thể xảy ra ở những thị trường đã được hưởng lợi từ quá trình mở rộng tín dụng. Điều này có thể gây ra tình trạng mất khả năng thanh toán, phá sản và tịch thu tài sản đối với những người vay tham gia thị trường muộn. Hệ quả là có thể đe dọa tính thanh khoản và khả năng sinh lời của chính hệ thống ngân hàng, dẫn đến sự thu hẹp tín dụng chung khi các chủ nợ cố gắng bảo vệ bản thân khỏi những khoản lỗ.